# Lực bức xạ âm
Lực bức xạ âm là hiện tượng liên kết với lan truyền sóng âm trong môi trường giảm âm. Giảm âm bao gồm cả tán xạ và hấp thu. Giảm âm là hiện tượng phụ thuộc vào tần số, và trong mô mềm thì hấp thu chiếm ưu thế. Khi tăng tần số âm, mô không đáp ứng đủ nhanh với sự chuyển tiếp giữa áp suất dương và âm, nên chuyển động của nó trở nên lệch pha với sóng âm, và năng lượng ứ đọng lại trong mô. Năng lượng này gây ra một di chuyển xung lượng trong hướng lan truyền sóng âm và mô bị nóng lên. Di chuyển xung lượng tạo nên lực làm dời chỗ mô, và quy theo tỉ lệ thời gian đáp ứng này chậm hơn đáp ứng của lan truyền sóng siêu âm. Tác động qua lại của âm với mô được dùng để rút ra thêm thông tin về mô. Sự khuếch đại, vị trí, phạm vi không gian và độ rộng xung lực bức xạ âm được điều chỉnh để khảo sát các đặc tính cơ học của mô.
Sóng âm được tập trung hoá lan truyền qua mô được hấp thụ và tạo nên lực bức xạ. Lực bức xạ âm do di chuyển xung lượng của sóng âm đến mô theo hướng lan truyền mà thành, bắt nguồn từ sự hấp thụ và tán xạ của sóng âm. Mô dời chỗ do đáp ứng với lực bức xạ xảy ra trong tỉ lệ thời gian chậm hơn lan truyền sóng siêu âm, nên các máy siêu âm quy ước được dùng để theo dõi đáp ứng của mô với lực bức xạ.